# Apocalipsis 16
Apocalipsis 16 es el decimosexto capítulo del Libro del Apocalipsis o Apocalipsis de Juan en el Nuevo Testamento de la  Biblia cristiana. El libro se atribuye tradicionalmente a Juan el Apóstol, pero la identidad exacta del autor sigue siendo un punto de debate académico. Este capítulo describe las siete copas, viales o ampollas de la ira de Dios, derramada sobre los malvados y los seguidores del Anticristo tras el toque de las siete trompetas, a la orden de «una fuerte voz desde el templo» oída por el autor. 

## Texto
El texto original fue escrito en griego koiné. Este capítulo está dividido en 21 Versículos.

### Testigos textuales
Algunos manuscritos antiguos que contienen el texto de este capítulo son, entre otros:.
- Papiro 47 (siglo III; completo)
- Codex Sinaiticus (330-360)
- Codex Alexandrinus (400-440)
- Codex Ephraemi Rescriptus (ca. 450; Versículo 1-12 existente)
- Papiro 43 (siglos VI-VII; existen los versículos 1-2)